# Ісмаїлія (стадіон)
Стадіон «Ісмаїлія» (араб. ملعب الاسماعيلية) — футбольний стадіон в єгипетському місті Ісмаїлія. Він розташований приблизно в 13 кілометрах від центру міста і має місткість 18 525 місць. Використовується в основному для футбольних матчів. Клуб «Ісмайлі» проводить тут свої домашні ігри.

## Історія
Стадіон був відкритий в 1934 році. У 2005 та 2009 роках проходили реконструкції арени.
У 1991 році на стадіоні проходили 5-ті Африканські ігри, також стадіон був одним з місць проведення Кубка африканських націй 2006 року, молодіжного чемпіонату світу 2009 року та юнацького чемпіонату світу 1997 року. У 2019 році стадіон знову приймав матчі Кубка африканських націй .